# Râul Valea Izvorului, Iada
Râul Valea Izvorului este un curs de apă, afluent al râului Iada.